# Ombre

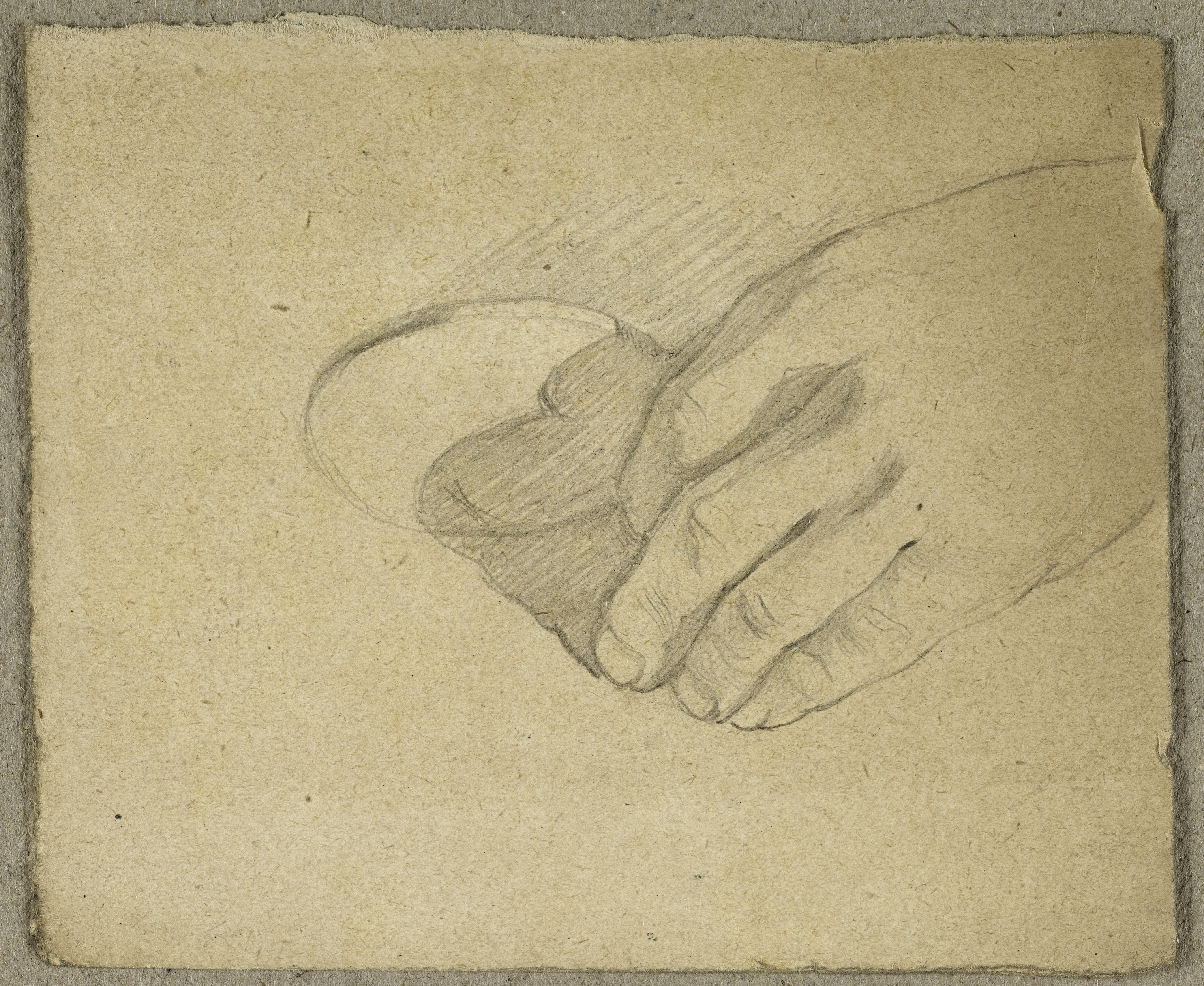
Dessin des ombre propre et ombre portée d'une main.

Pour les articles homonymes, voir Ombre (homonymie).
L'ombre est la zone sombre que crée l'interposition d'un objet opaque entre une source de lumière et une surface qu'elle éclaire.
L'ombre propre d'un objet est la partie que la lumière principale n'atteint pas en plein, qui est donc plus sombre. L'ombre portée est la partie d'un autre objet que celui qui fait écran prive de lumière. Elle se voit comme une silhouette sans épaisseur.
La représentation des ombres est un problème technique en dessin, notamment en dessin d'architecture, et une question esthétique en peinture.
L'éclairage en photographie s'occupe de la répartition des ombres dans l'image. 

## Géométrie des ombres

Forme des ombres
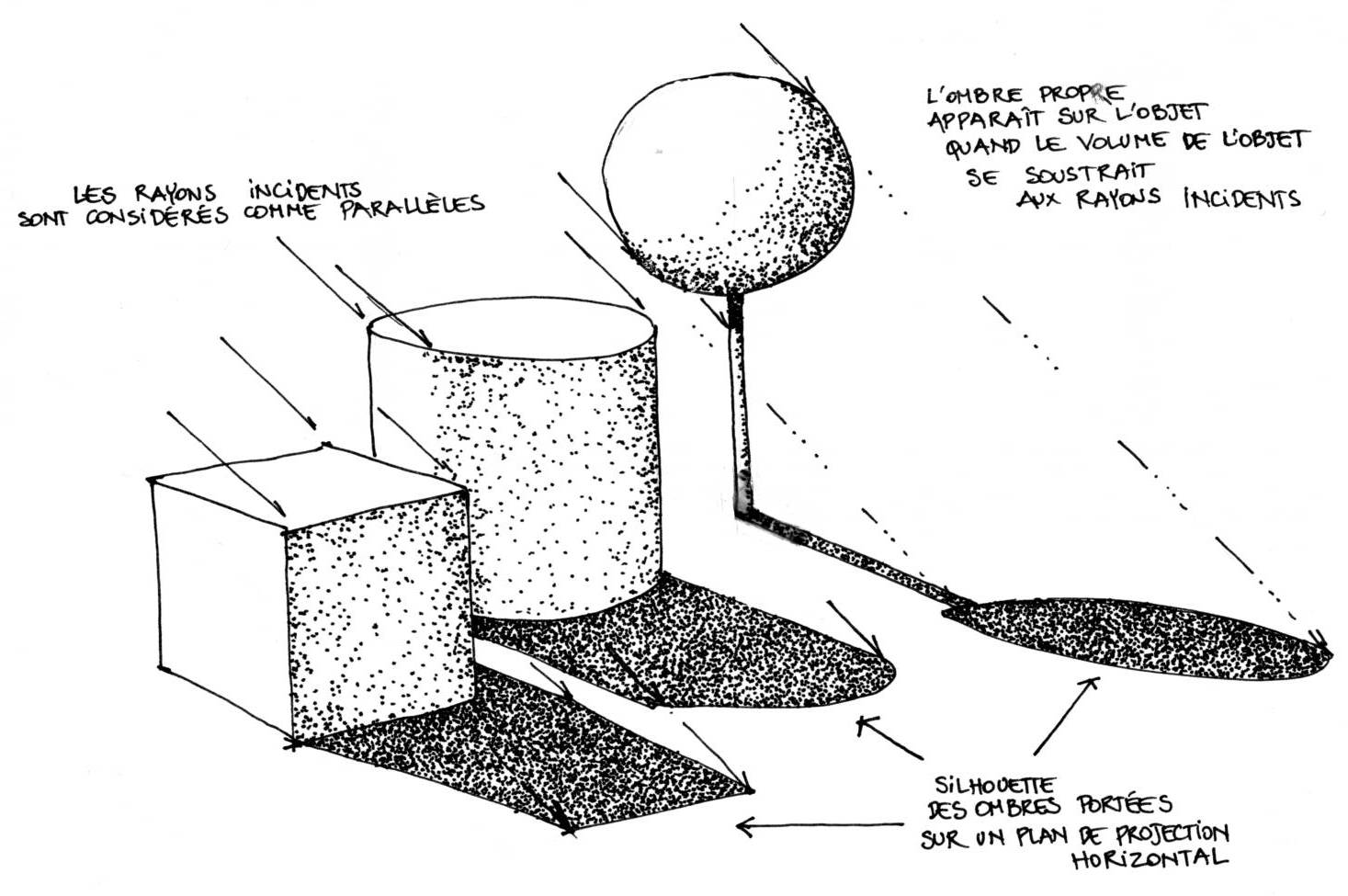
Ombre propre et ombre portée de trois formes géométriques simples.
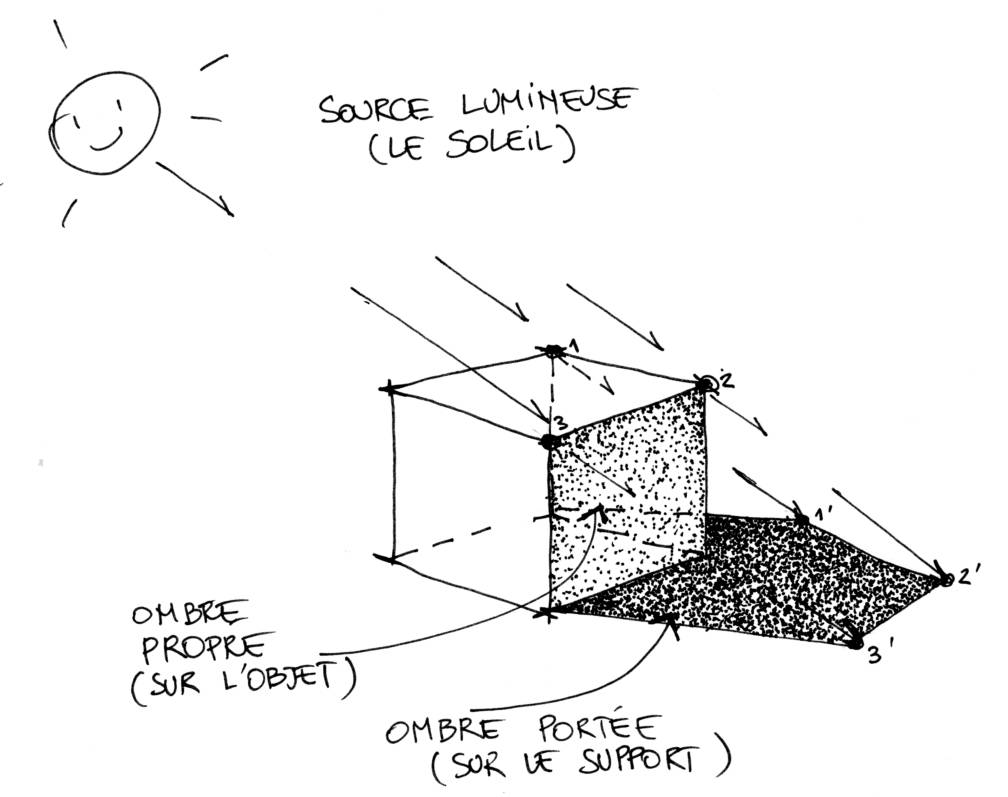
Source lointaine.
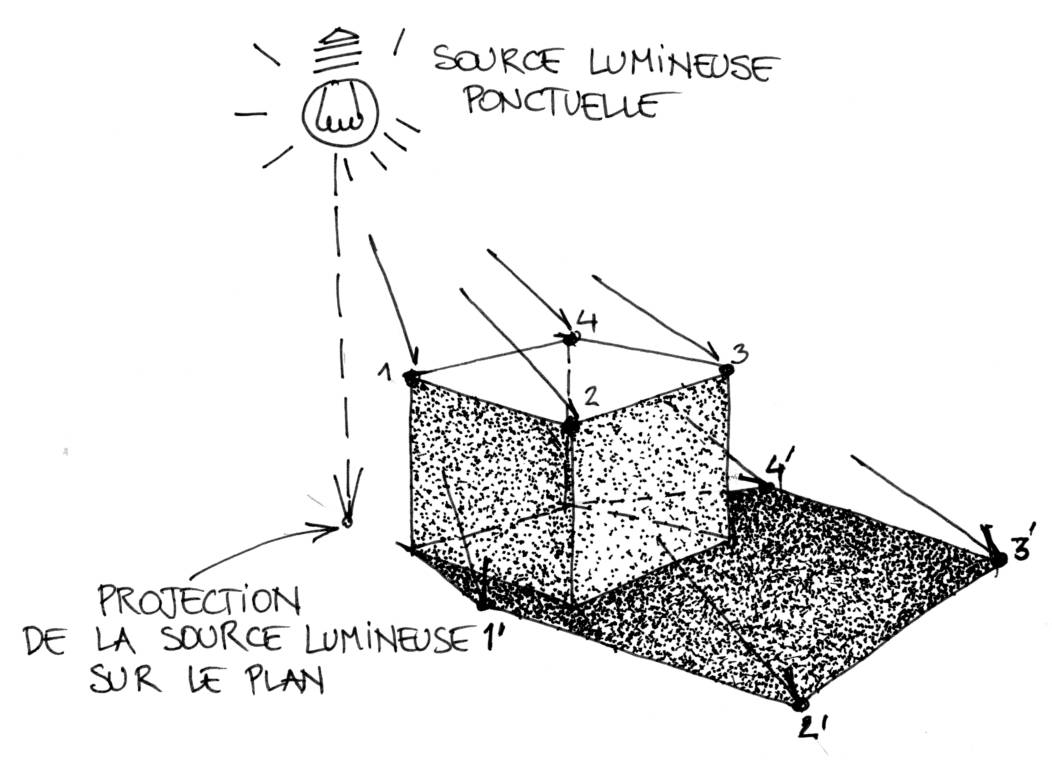
Source proche.
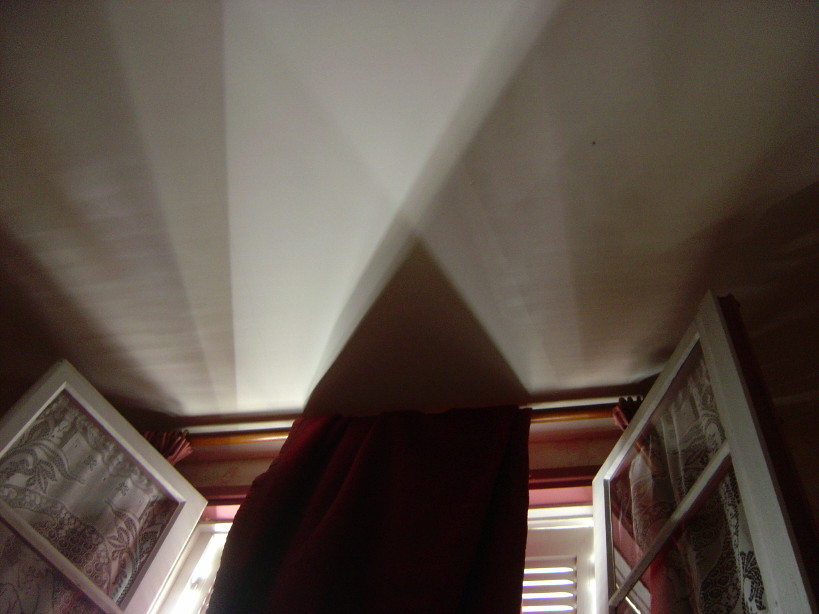
Source étendue : ombre et pénombre

La forme et la taille des ombres est un problème classique de géométrie projective. Lorsque la source lumineuse est très lointaine, l'ombre résulte de rayons incidents parallèles comme ceux du Soleil. Cette lumière crée une ombre portée de l'objet sur les autres objets. S'il est posé sur un plan, l'ombre est une projection parallèle de sa forme sur ce plan.
La luminosité de l'objet, si celui-ci est un diffuseur de lumière comme c'est le cas pour la plupart — mais pas pour l'eau ou les glaces — dépend de l'angle d'incidence de la lumière. S'il n'y a pas d'arête, elle décroît progressivement jusqu'au point où aucune lumière ne parvient plus de la source. La partie que la lumière principale ne touche pas s'appelle l'ombre propre. L'intensité des ombres, tant propres que portées, dépend de la quantité de lumière qu'apportent les sources secondaires, principalement celle des réflexions diffuses sur les surfaces environnantes.
Dans l'éclairage artificiel, plusieurs sources contribuent à la formation d'ombres. Les flux lumineux s'ajoutent. La distance de la source à l'objet est trop courte pour qu'on puisse considérer les rayons comme parallèles. L'ombre de l'objet sur un plan résulte d'une projection centrale. La taille de l'ombre portée dépend de la distance de la source de lumière.
Pour des sources non ponctuelles, on distingue des zones d'ombre et de pénombre. Plus la source est étendue et plus le support de l'ombre est éloigné de l'objet qui masque la lumière, plus la zone de pénombre est étendue et plus le contour de l'ombre est estompé.

### Physique

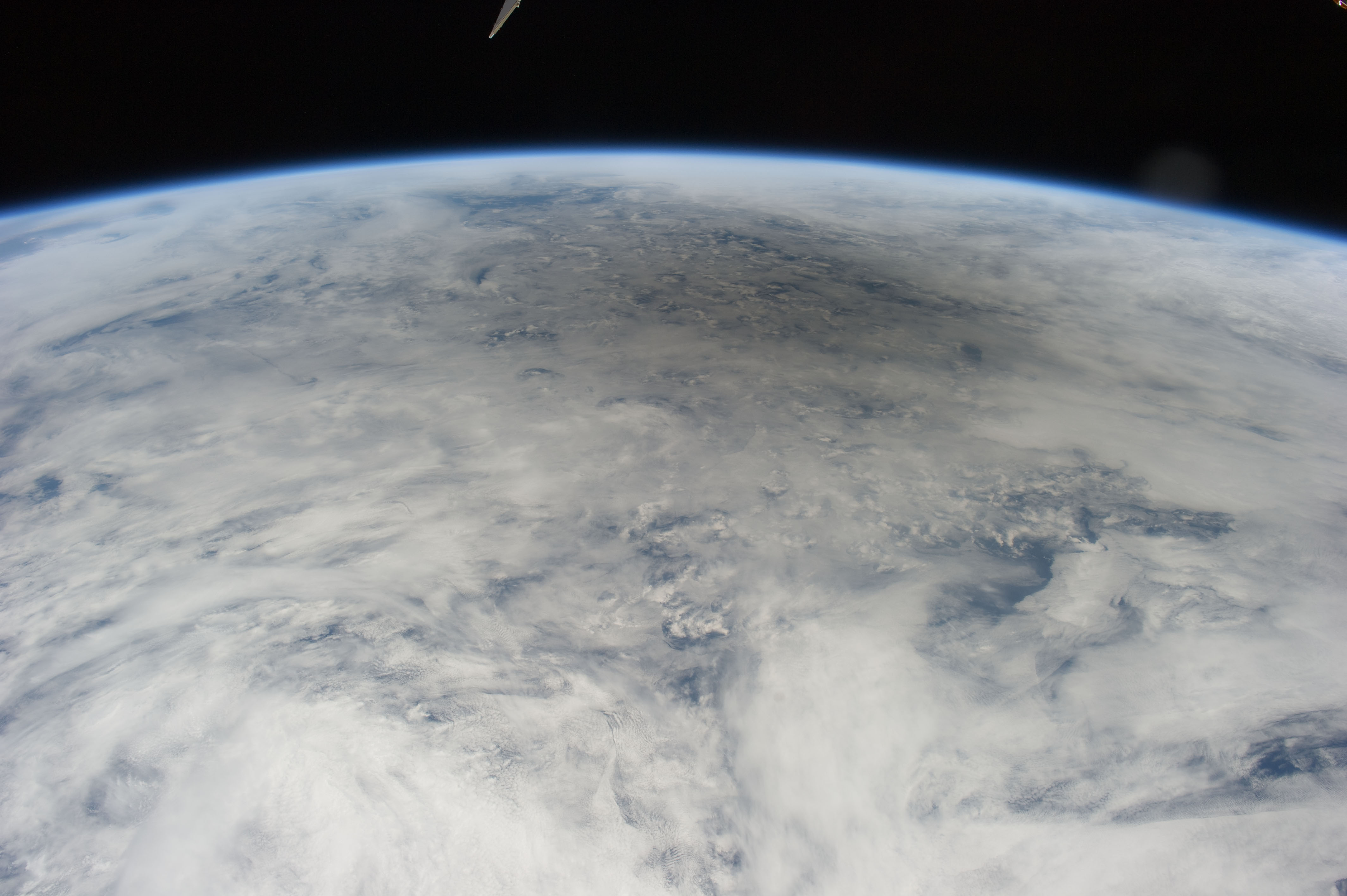
Ombre de la Lune sur l'océan Pacifique.

En physique, l'ombre et la pénombre se définissent comme dans le langage courant, mais « lumière » renvoie souvent à tout type de rayonnement électromagnétique, visible ou non.
En télécommunications, une zone d'ombre est un espace où des obstacles empêchent la réception du signal d'un émetteur donné.
La situation dans laquelle un astre porte son ombre sur un autre entre en astronomie dans la catégorie des éclipses, si elle donne lieu à l'occultation de l'astre, c'est-à-dire que le diamètre apparent de l'astre opaque est similaire à celui qui est la source lumineuse. Dans le cas où la l'ombre la Lune de la Terre obscurcit le Soleil dans une occultation solaire, la taille apparente des deux astres est presque identique. La distance de la Terre à la Lune est suffisante pour qu'on ne puisse considérer le Soleil comme une source ponctuelle. Dans une large zone de pénombre, la Lune n'occulte que partiellement le Soleil. Le cas d'une éclipse lunaire où l'ombre de la Terre se projette sur la Lune est plus complexe. La pénombre, région où, du point de vue de la Lune, la Terre n'occulte que partiellement le Soleil, est bien plus considérable. À la surface de la Lune, l'ombre de la Terre n'a pas de bord ; la transition est progressive de l'éclairage maximal au minimum.
Des objets transparents peuvent porter une ombre si l'on dispose derrière eux une lentille divergente (ou convergente, mais qu'on observe la lumière au-delà de son foyer), quand ces objets sont le siège de variations de l'indice de réfraction. C'est notamment le cas des turbulences et des ondes de choc dans l'air.

## Utilisation de l'ombre

### Confort

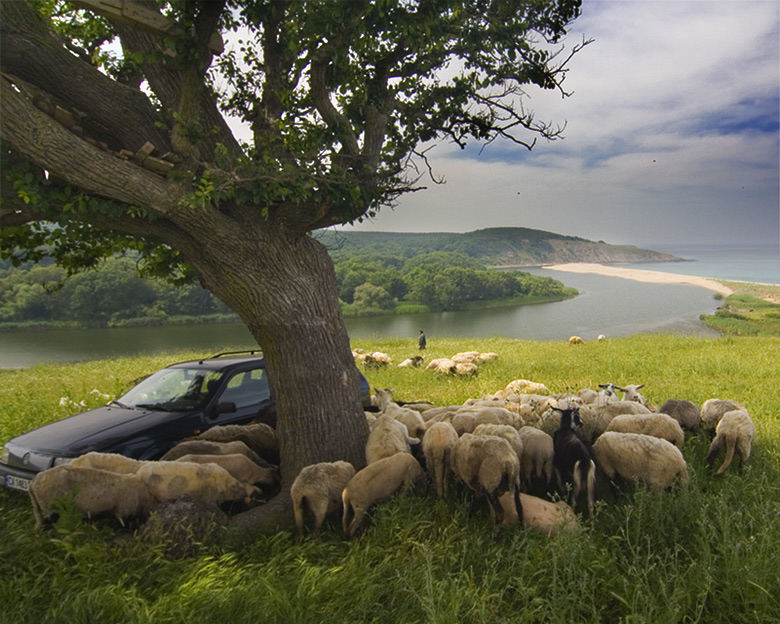
L'homme et l'animal recherchent l'ombre lorsqu'il fait chaud.

Selon les régions et les pays, les architectes, depuis l'antiquité, cherchent à diminuer ou augmenter les parties de la maison ou de la cité qui seront à l'ombre. De même l'agriculture traditionnelle et le nomadisme ont-ils conservé des haies et des arbres pour que leurs troupeaux puissent se protéger de l'ardeur du Soleil à leur ombre. En Afrique, l'activité humaine rurale a besoin d'ombre autant que d'eau. L'ombrelle permet de marcher sous une ombre portative.
Dans les régions de montagne, l'ombre du relief refroidit les ubacs par rapport aux adrets.
Pour un atelier d'artiste, les peintres ont préféré à partir du XVIIe ou XVIIIe siècle l'éclairage par une grande fenêtre haute exposée au Nord (dans l'hémisphère Nord) pour éviter des ombres fortement marquées et changeant du matin au soir.

### Détermination de l'heure
Le cadran solaire utilise depuis l'antiquité l'ombre portée d'une barre exposée au Soleil pour mesurer le passage du temps selon la position de cet astre.

### Détermination de la taille d'objet
Sur une photographie verticale aérienne ou satellitaire géoréférencée et horodatée, la taille des bâtiments ou d'objets divers (pylônes, ponts, arbres..) peut être déterminée à partir de celle de leur ombre. L'analyse comparée de photos prises à des heures différentes donne également une indication de leur forme générale.
Thalès s'est servi de l'ombre pour calculer la taille des pyramides grâce à son théorème.

## Arts
Le jeu des ombres et le tracé des silhouettes sont présents depuis longtemps dans la culture européenne, comme en témoigne l'allégorie de la caverne de Platon.

### Arts plastiques
La théorie des ombres explique le tracé des contours précis des peintures pariétales de la  préhistoire par la projection de l'ombre de figurines d'animaux.
Pline l'ancien met une ombre portée à l'origine du relief. Callirhoé, fille du potier Boutadès, serait à l'origine du dessin ayant tracé, sur un mur, le contour de l'ombre portée de son amant qui allait quitter la ville. Son père aurait eu l'idée d'y appliquer de l'argile et de le mettre au feu avec les poteries. Ce mythe a une vaste répercussion dans la peinture en Europe classique.
La représentation des ombres, dédaignée par les peintures d'Extrême-Orient, apparaît dans la peinture européenne progressivement à partir de la fin du XVe siècle. Si l'ombre propre ou intrinsèque, composante importante du modelé, cause essentielle de la perception des valeurs compte tenu du ton local de l'objet, et sources des difficultés du clair-obscur, est l'objet de nombreuses réflexions dès la Renaissance, y compris des préconisations sur la disposition des ateliers d'artistes, l'ombre portée ou relative, qui participe à la description de la perspective des lieux, est cependant souvent atténuée ou omise, de peur, comme le note Léonard de Vinci, que ses lignes perturbent la perception de celles du contour des figures (Gombrich 2014). Dans le domaine des arts plastiques, de l'architecture et parfois du dessin technique, le dessin de l'ombre portée est un des éléments, qui avec la perspective confèrent du réalisme au dessin si elle est fidèlement dessinée. Au contraire l'artiste peut créer des effets poétiques ou plastiques particuliers si elle est portée d'une manière non conforme à ce qu'elle serait en réalité.
La couleur des ombres a fait l'objet d'un bon nombre d'écrits. Une véritable théorie des ombres se transmet et s'écrit à l'époque classique. Il ne suffit pas de mélanger du noir à la couleur, ni même de réaliser un glacis noir pour obtenir des ombres satisfaisantes. Les réflexions de la lumière sur les objets avoisinants modifient la couleur de l'objet. À partir de la fin du XIXe siècle, certains peintres, après Paul Cézanne ont utilisé des couleurs vives pour peindre les ombres dans leurs représentations de paysages, d'animaux, natures mortes ou de personnages, c'est ainsi que les Fauves ont acquis leur surnom.
En dessin technique et d'architecture, et de façon conventionnelle, l'ombre résulte de rayons incidents parallèles comme le sont ceux du soleil sur les petits objets, dont la source est à gauche, à 45° au-dessus de l'horizon. Pour s'épargner le travail d'une construction complète des ombres, « on indique le tracé des ombres […] à l'aide de traits de force » qui séparent une zone éclairée d'une zone sombre, du côté droit de l'objet.

### Infographie
En infographie tridimensionnelle, on[style à revoir] calcule, à partir des coordonnées d'un objet, des ombres douces qui renforcent la crédibilité de l'image, mais les temps de calcul et leur complexité augmentent beaucoup. L'ombrage de celluloïd représente schématiquement l'ombre propre. L'ombrage de Gouraud, puis l'ombrage de Phong, ont fourni un modèle informatique de l'éclairage d'un objet, tenant compte des caractéristiques de sa surface.

### Spectacle
Le théâtre d'ombres projette l'ombre de silhouettes sur un écran translucide, tandis que la lanterne magique projette l'ombre d'une plaque de verre peinte sur un mur ou un écran. Ce sont les ancêtres du cinéma.
La photographie et le cinéma, tant qu'ils étaient en noir et blanc, utilisaient essentiellement des effets d'ombre et lumière. Le cinéma a connu tout d'abord aux États-Unis et en Europe une accentuation des éclairages contrastés, surtout dans les années 1920 avec le cinéma expressionniste allemand, puis dans les années quarante et cinquante avec le film noir.

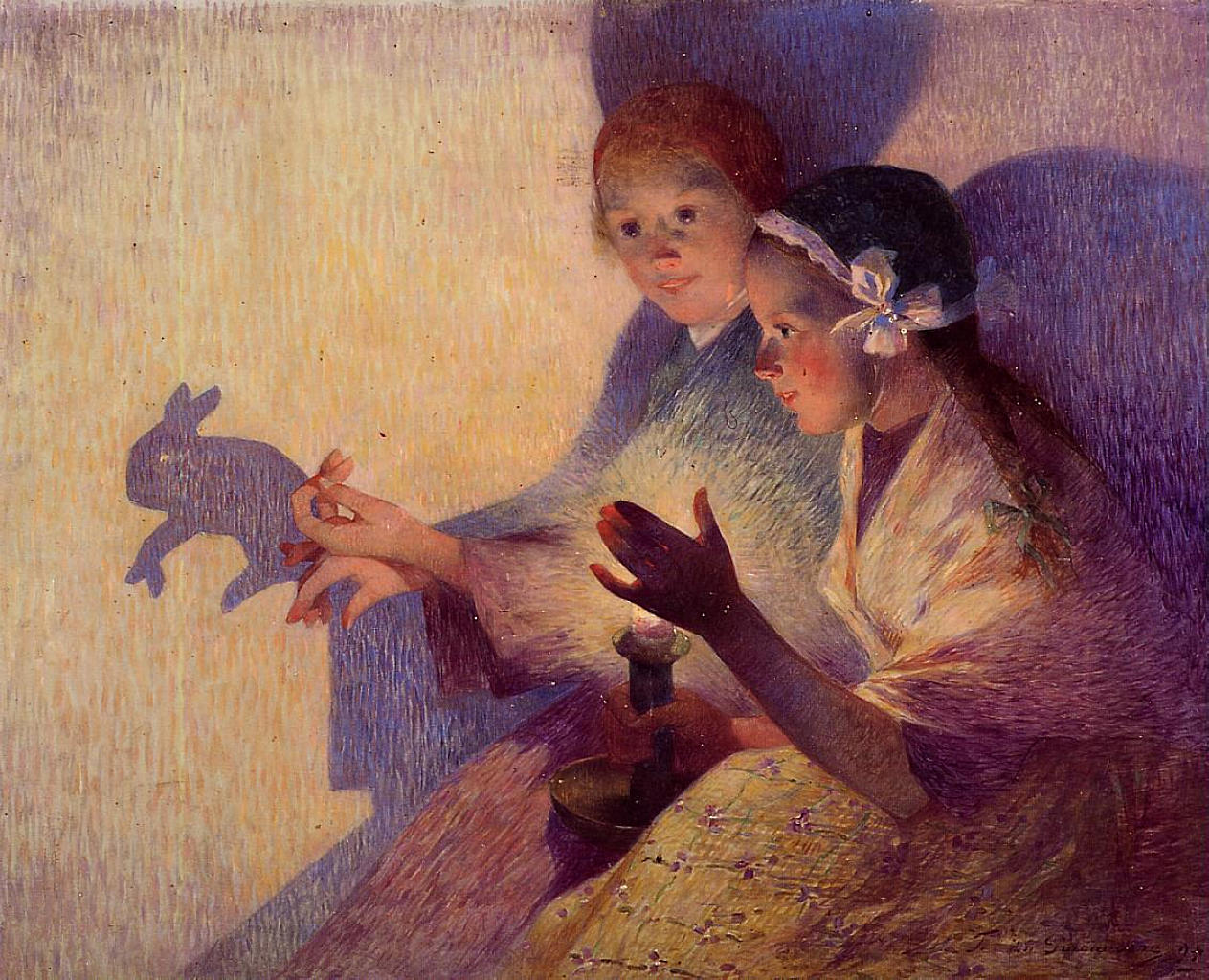
Jeu d'ombre avec les mains
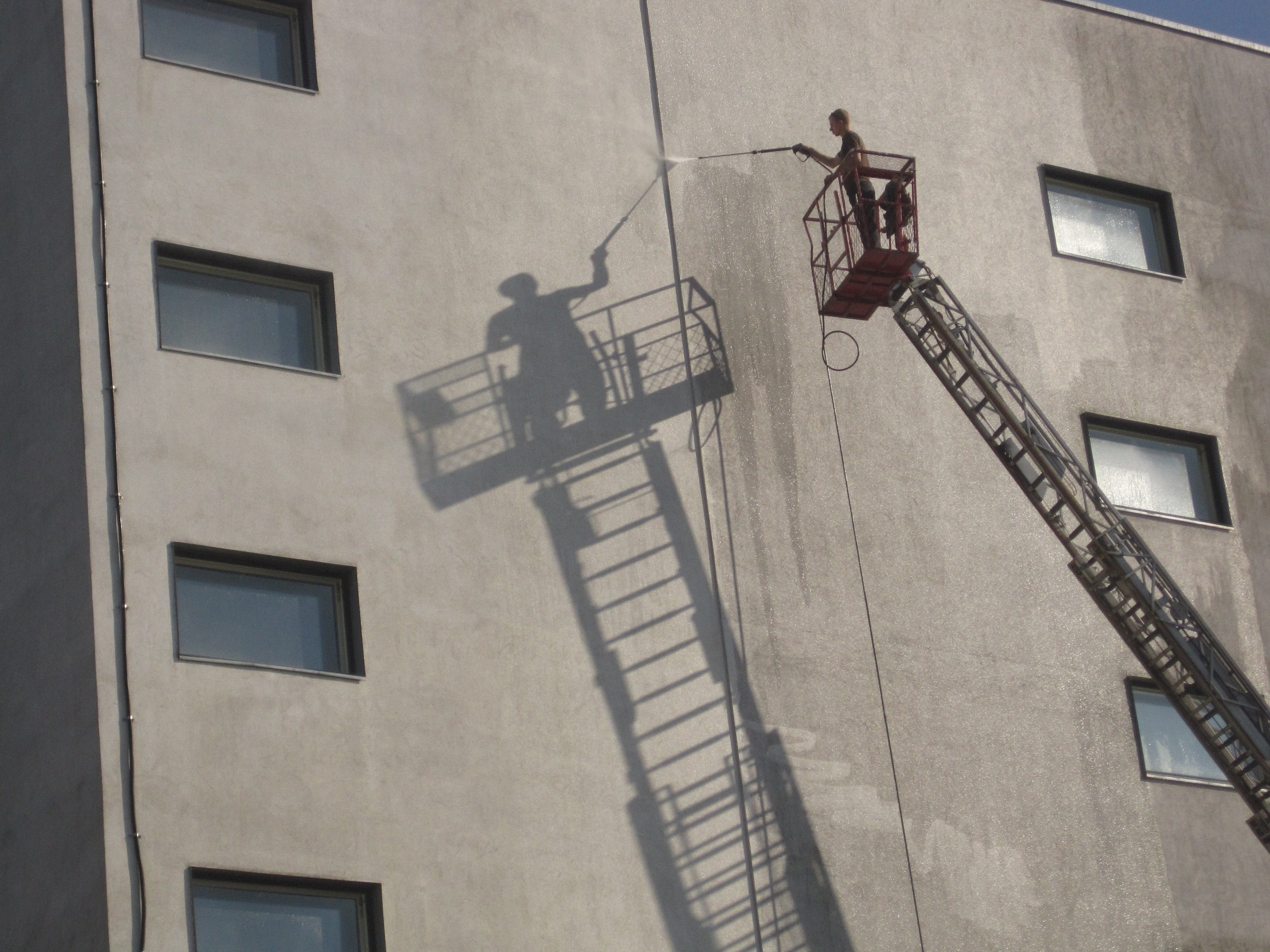
Photographie d'une ombre portée.
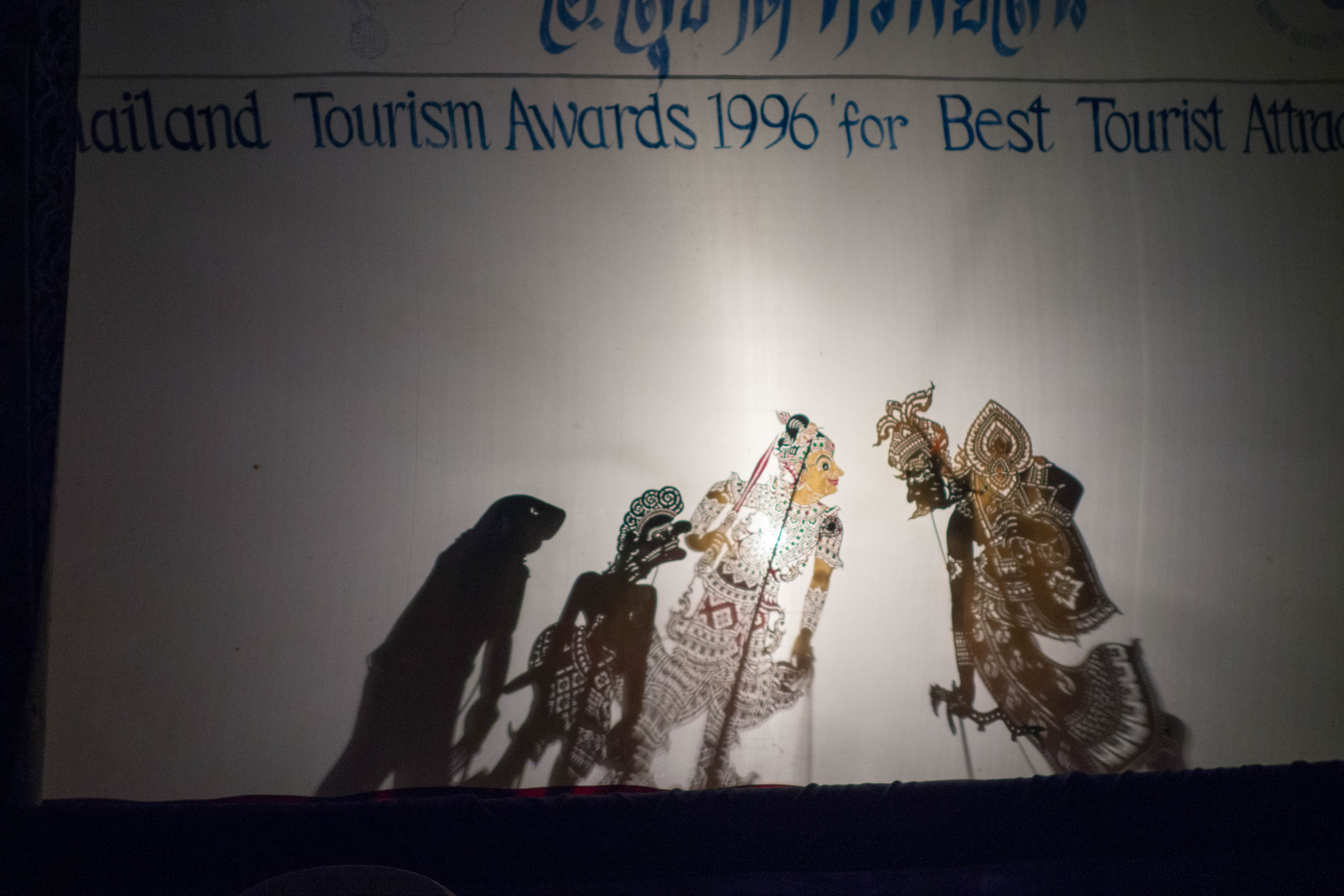
Théâtre d'ombres en Thaïlande